# Huyền Không Sơn Thượng

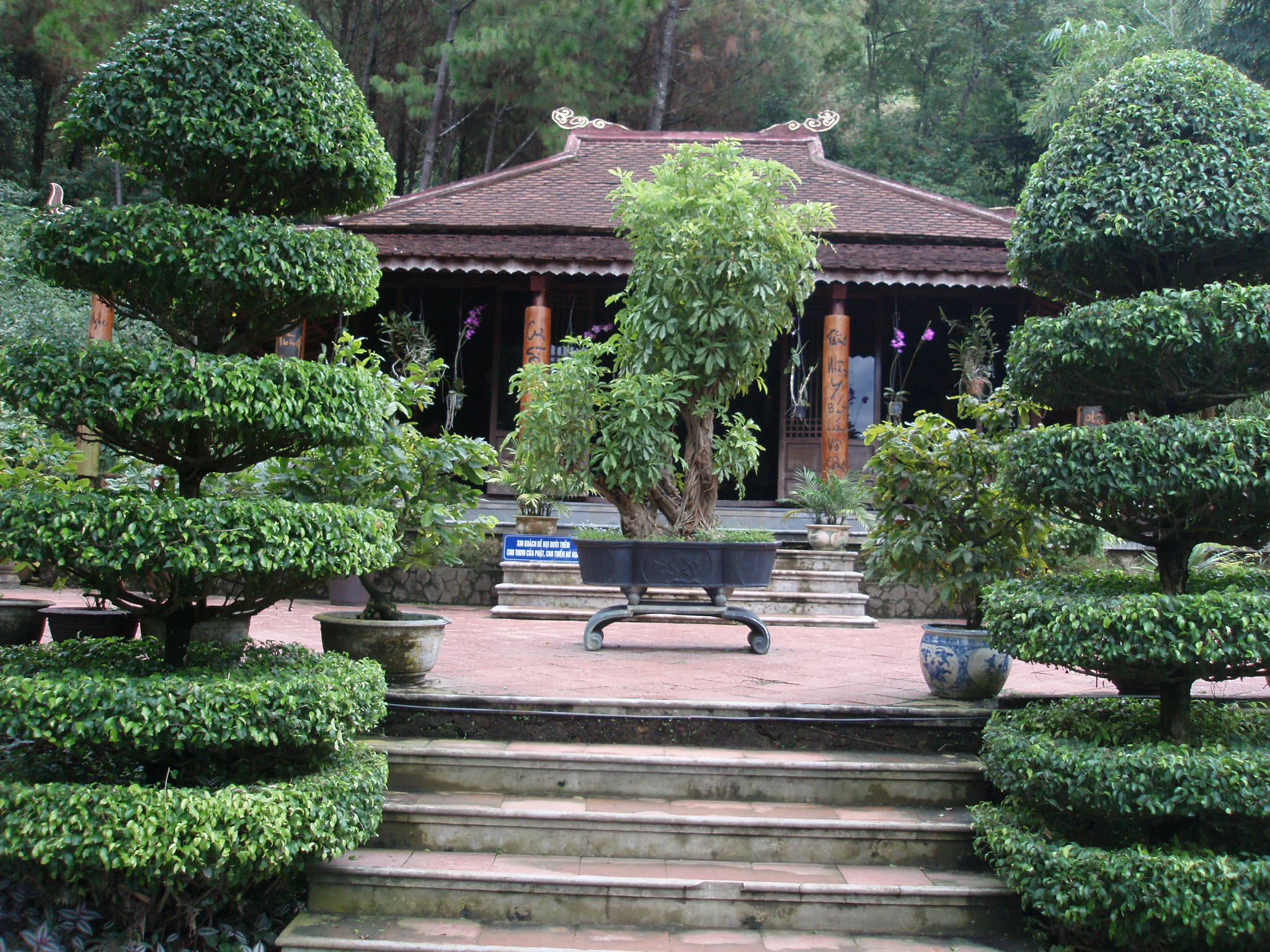
Chính điện chùa Huyền Không Sơn Thượng

Huyền Không Sơn Thượng là một ngôi chùa ở thôn Chầm, phường Long Hồ, quận Phú Xuân, thành phố Huế. Chùa thuộc hệ phái Phật giáo Nam tông, được Hoà thượng Giới Đức khai sơn năm 1989. Chùa nổi tiếng với bài thơ Đá của Huyền Không Sơn Thượng Triều Tâm Ảnh và Sấu Mã.
Chùa còn có tên là Huyền Không 2, nằm ở nơi ít người biết, có diện tích khoảng 50 ha ở rừng thông, xung quanh là các dãy núi với đường đi vào quanh co.
Một vài câu đối thư pháp xuất hiện nhiều nơi trong chùa như ở cổng vào, cột gỗ,... như:
| “ | "Bút dựng rừng tùng, mây nước lung linh, khách quý, gió thơm hương lá bối, Thơ reo vườn trúc, khói sương bát ngát, bạn lành, nắng ấm sắc hiên văn!" | ” |

## Hình ảnh

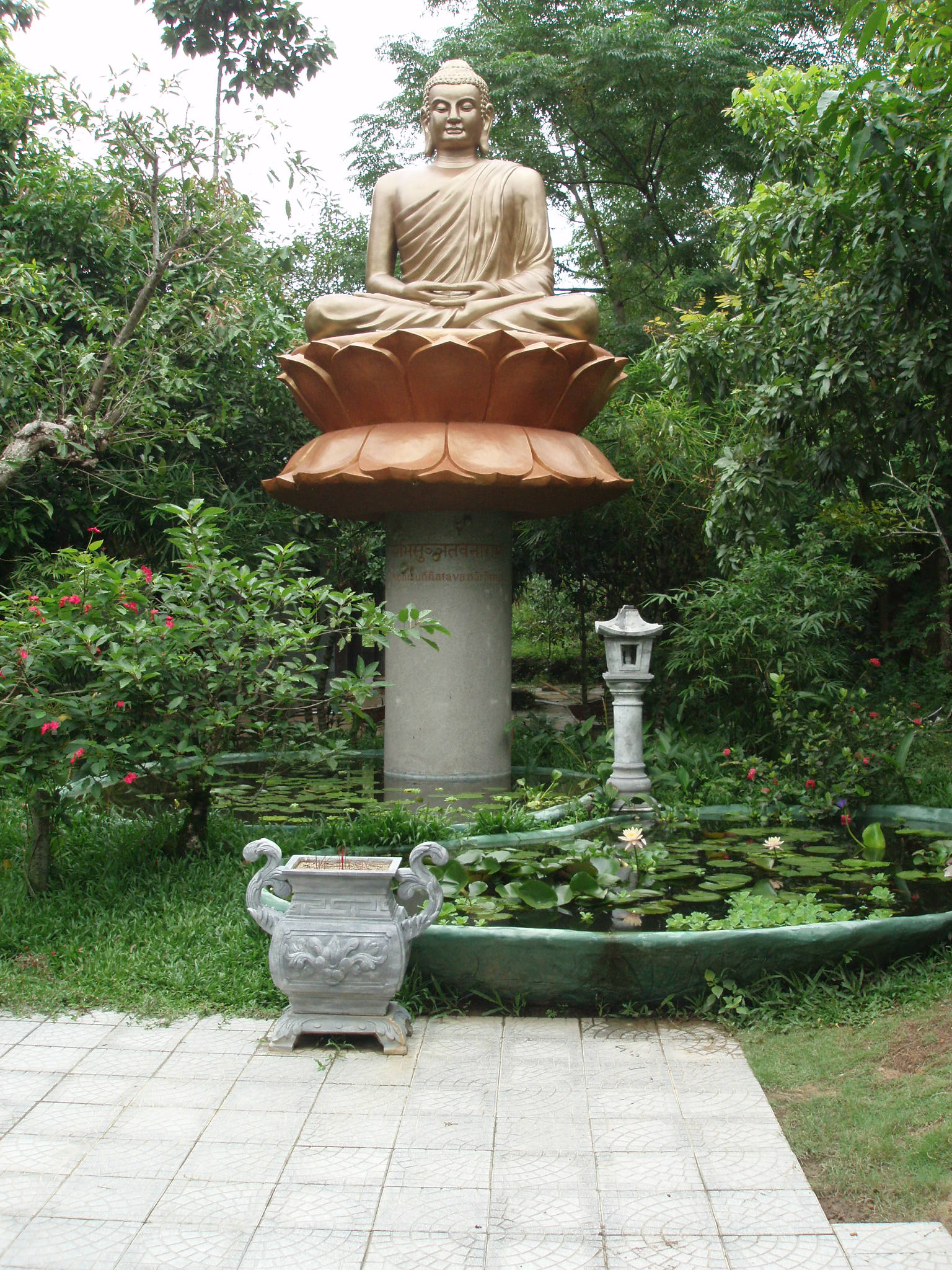
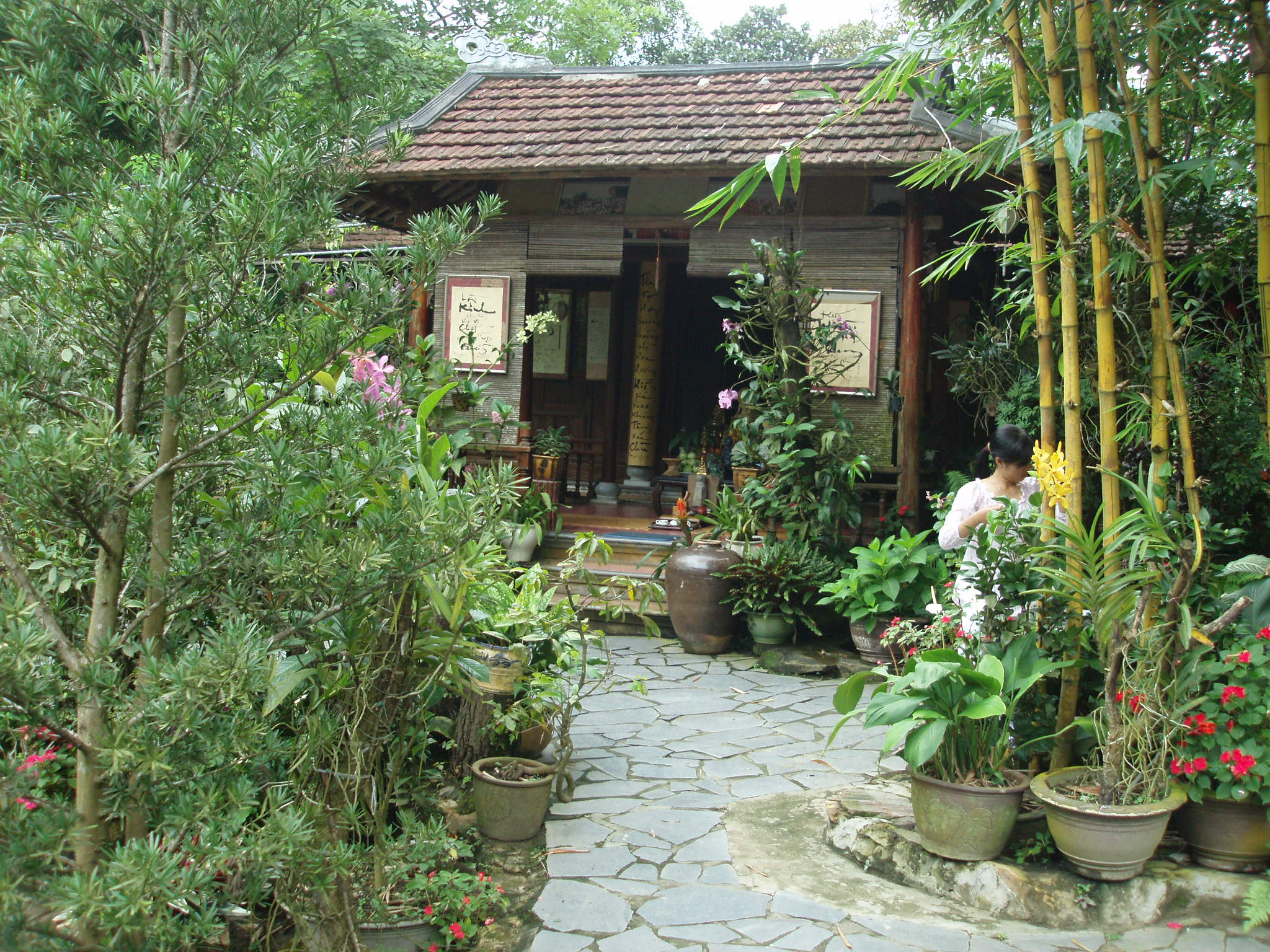
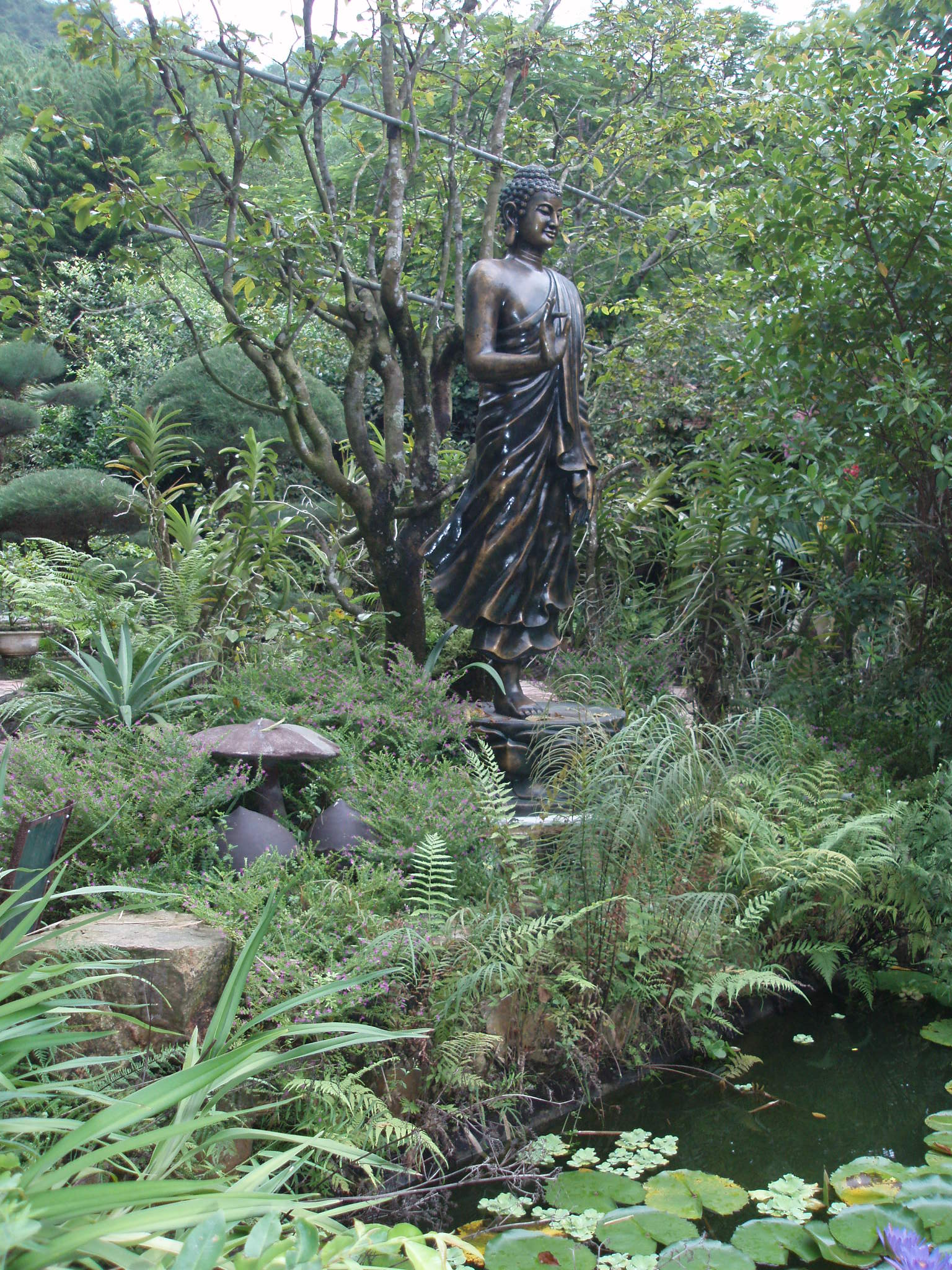
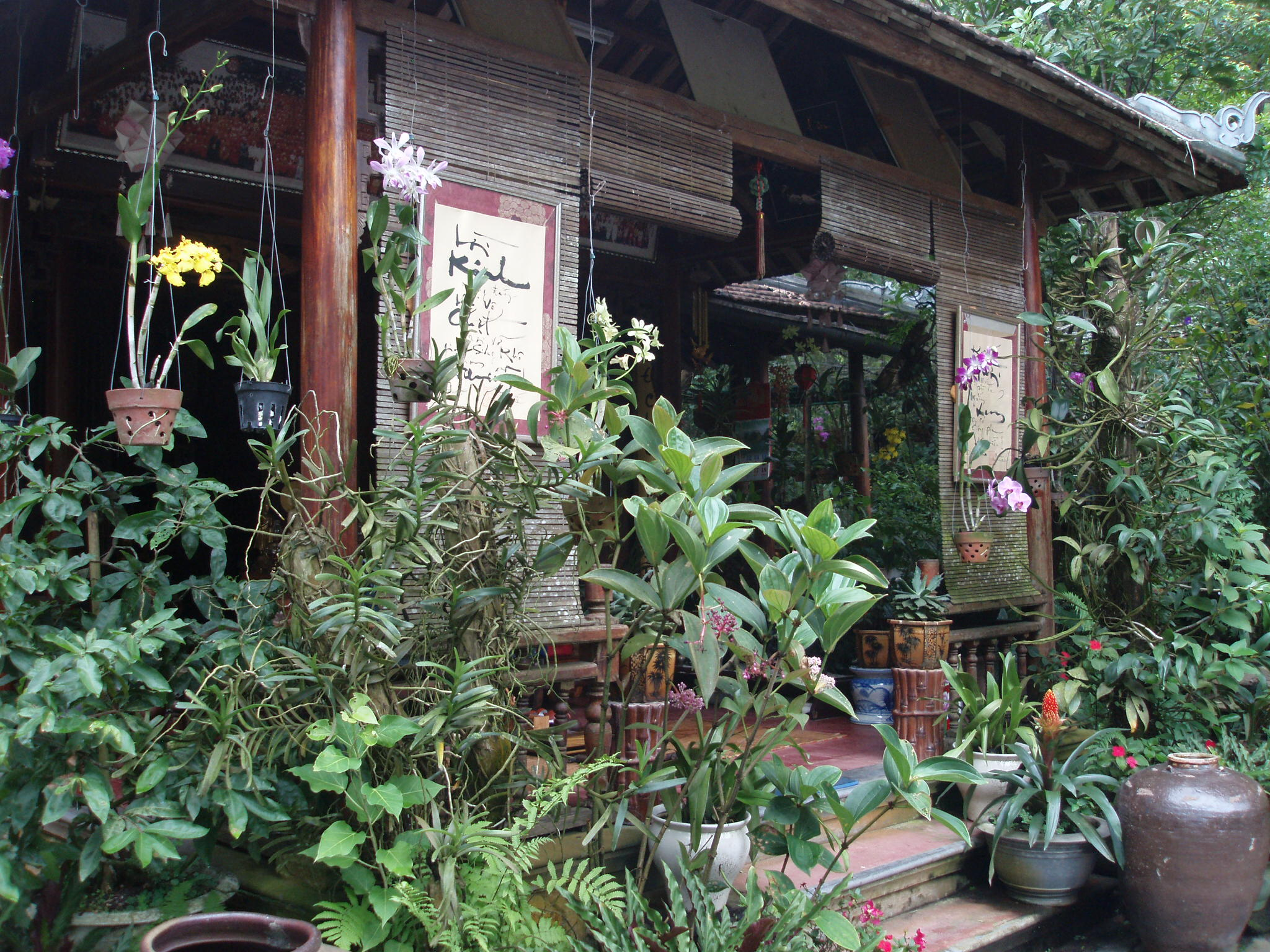